# Pior que Antes
Pior que Antes é o segundo álbum de estúdio do grupo musical brasileiro de punk rock Garotos Podres, lançado em 1988. 
Foi editado em 1988 pela gravadora Continental, produzido por Mauricio Defendi (ex-baixista da banda Ultraje a Rigor). 
Foi gravado em 16 canais no estúdio Transamérica em São Paulo. A música "Batman" foi censurada, sendo proibida sua execução pelos meios de comunicação.
A música "Subúrbio Operário" foi incluída no curta metragem Rota ABC, do cineasta Francisco César Filho em 1990, onde a banda faz uma participação.
Em 2009, este álbum foi relançado em CD em uma versão remasterizada. Algumas músicas como: "Batman", "Subúrbio Operário", "Eu Não Gosto do Governo", "Proletários" e "Garoto Podre" estão no CD ao vivo Rock de Subúrbio - Live!. As músicas "Subúrbio Operário" e "Garoto Podre" também estão no CD Com a Corda Toda, com uma nova gravação.

## Faixas
1. "Eu Não Gosto do Governo" (Mao)
2. "Anistia?" (Mauro/Mao/Sukata)
3. "Yankees Go Home" (Mao)
4. "Proletários" (Mao/Ciro)
5. "Subúrbio Operário" (Mao)
6. "Batman" (Mao/Renato)
7. "Escolas" (Mauro/Mao)
8. "Caminhando para o Nada" (Mao/Ciro/Sukata)
9. "Não Questione" (Mao/Ciro)
10. "Garoto Podre" (Mao/Ciro)

## Integrantes
Mao - vocal

Mauro - guitarra e vocal

Sukata - baixo e vocal

Português - bateria